# کانتی آو یارموث
کانتی آو یارموث (به انگلیسی: County of Yarmouth) یک کشتی بود که طول آن ۲۴۳ فوت (۷۴ متر) بود. این کشتی در سال ۱۸۸۴ ساخته شد.